# کیو بیسیک
محیط برنامه‌نویسی کیو بیسیک (به انگلیسی: QBasic) یک محیط یکپارچهٔ توسعه (IDE) به همراه یک مفسر است. این محیط مجتمع بر اساس زبان برنامه‌نویسی کوئیک بیسیک طراحی شده است. این برنامه تقریباً تحت تمامی نسخه‌های سیستم عامل DOS و بیش‌تر نسخه‌های ویندوز شامل ویندوز ۹۵ و ویندوز ۹۸ و ویندوز ME و برخی نسخه‌های لینوکس و فری بی اس دی کار می‌کند.
این زبان برنامه‌نویسی برخلاف نسخه‌های پیشین بیسیک و البته همانند کوئیک بیسیک، یک زبان برنامه‌نویسی ساخت یافته است و از ساب روتین‌ها و حلقه‌ها پشتیبانی می‌کند. دستورهایی که بر اساس شماره خطوط کار می‌کنند در این زبان تا حدی پشتیبانی می‌شود. اما با توجه به بدفرم بودن این دستورها، نمونه جدید دستورهای برچسب گذاری خطها (Line Labels) به این زبان اضافه شدند.

## تاریخچه
نخستین نسخهٔ QBasic در سال ۱۹۹۱ معرفی گردید و از آن پس بر روی سیستم عامل‌های DOS نسخهٔ ۵ و بالاتر به صورت پیش‌فرض عرضه شد.

## برنامه‌های نمونه
```
PRINT
 
"Hello, World!"

```

این برنامه به شکل یک بازی است که کاربر یک عدد را در آن حدس می‌زند و برنامه با ورود هر عدد به کاربر می‌گوید که عدد وارد شده از سوی او با عددی که رایانه از پیش‌تر در حافظهٔ خود قرار داده و عدد ورودی را با می‌سنجد مطابقت دارد با خیر یا بیش‌تر یا کم‌تر است و این چنین او را به سمت عدد مشخص شده از قبل هدایت می‌کند.
همچنین در این برنامه از تابع‌هایی استفاده شده تا عدد انتخابی توسط رایانه تصادفی باشد.
```
RANDOMIZE
 
TIMER

_TITLE
 
"Guess My Number"

INPUT
 
"Would you like to play(Guess My Number)"
;
 
choice$
 
'An input statement, that takes what the user inputs...

choice$
 
=
 
UCASE$
(
choice$
)
 
' makes the input completely uppercase (a ---> a)

IF
 
choice$
 
=
 
"YES"
 
OR
 
choice$
 
=
 
"Y"
 
THEN
 
' and decides whether or not they want to play:

    
guesses
%
 
=
 
5
 
' Set up number of guess remaining

    
RANDOMIZE
 
TIMER
 
' Sets up the random number generator

    
target
%
 
=
 
INT
(
RND
 
*
9
s
)
 
+
 
1

    
DO
 

        
INPUT
 
"Guess a number: "
,
 
guess
%
 
' Takes user input (the guess)

        
IF
 
guess
%
 
=
 
target
%
 
THEN
 
' Determines if the guess was correct

            
PRINT
 
"You win!"

        
ELSE

            
guesses
%
 
=
 
guesses
%
 
-
 
1

            
PRINT
 
"Sorry, please try again. You have www.wmdev.ir "
;
 
guesses
%
;
 
" guesses left."

        
END
 
IF

        
IF
 
guesses
%
 
=
 
0
 
THEN

            
GOTO
 
e

        
END
 
IF

    
LOOP

    
e:

    
PRINT
 
"You ran out of guesses, the number was "
;
 
target
%

ELSE

    
PRINT
 
"well... okey"

    
END

END
 
IF

```